# ブラヴォー賞
ブラヴォー賞（伊: Trofeo Bravo）は、イタリアのスポーツ専門誌であるグエリン・スポルティーヴォが1978年から2015年まで主催していた、ヨーロッパの最優秀若手サッカー選手に贈られる賞である。

## 概要
1992年まではヨーロッパにおける3大カップ戦（UEFAチャンピオンズリーグ、UEFAカップウィナーズカップ、UEFAカップ）のいずれかに出場した、23歳以下の選手を選考対象としており、1992年から2015年までは、ヨーロッパのリーグでプレーする21歳以下の全ての選手を対象としていた。
最多受賞者は元ブラジル代表のロナウドと、元スペイン代表のブトラゲーニョ（2回）である。

## 受賞者
| 年度 | 選手                         | 所属クラブ                   |
| ---- | ---------------------------- | ---------------------------- |
| 1978 | ジミー・ケース               | リヴァプール                 |
| 1979 | ギャリー・バートルズ         | ノッティンガム・フォレスト   |
| 1980 | ハンジ・ミュラー             | シュトゥットガルト           |
| 1981 | ジョン・ウォーク             | イプスウィッチ・タウン       |
| 1982 | ゲーリー・ショウ             | アストン・ヴィラ             |
| 1983 | マッシモ・ボニーニ           | ユヴェントス                 |
| 1984 | ウバルド・リゲッティ         | ASローマ                     |
| 1985 | エミリオ・ブトラゲーニョ     | レアル・マドリード           |
| 1986 | エミリオ・ブトラゲーニョ     | レアル・マドリード           |
| 1987 | マルコ・ファン・バステン     | アヤックス                   |
| 1988 | エリ・オハナ                 | メヘレン                     |
| 1989 | パオロ・マルディーニ         | ACミラン                     |
| 1990 | ロベルト・バッジョ           | フィオレンティーナ           |
| 1991 | ロベルト・プロシネチキ       | レッドスター・ベオグラード   |
| 1992 | ジョゼップ・グアルディオラ   | バルセロナ                   |
| 1993 | ライアン・ギグス             | マンチェスター・ユナイテッド |
| 1994 | クリスティアン・パヌッチ     | ACミラン                     |
| 1995 | パトリック・クライファート   | アヤックス                   |
| 1996 | アレッサンドロ・デル・ピエロ | ユヴェントス                 |
| 1997 | ロナウド                     | バルセロナ                   |
| 1998 | ロナウド                     | インテル                     |
| 1999 | ジャンルイジ・ブッフォン     | パルマ                       |
| 2000 | イケル・カシージャス         | レアル・マドリード           |
| 2001 | オーウェン・ハーグリーヴス   | バイエルン・ミュンヘン       |
| 2002 | クリストフ・メッツェルダー   | ボルシア・ドルトムント       |
| 2003 | ウェイン・ルーニー           | エヴァートン                 |
| 2004 | クリスティアーノ・ロナウド   | マンチェスター・ユナイテッド |
| 2005 | アリエン・ロッベン           | チェルシー                   |
| 2006 | セスク・ファブレガス         | アーセナル                   |
| 2007 | リオネル・メッシ             | バルセロナ                   |
| 2008 | カリム・ベンゼマ             | オリンピック・リヨン         |
| 2009 | セルヒオ・ブスケツ           | バルセロナ                   |
| 2010 | トーマス・ミュラー           | バイエルン・ミュンヘン       |
| 2011 | エデン・アザール             | リール                       |
| 2012 | マルコ・ヴェッラッティ       | ペスカーラ                   |
| 2013 | イスコ                       | マラガ                       |
| 2014 | ポール・ポグバ               | ユヴェントス                 |
| 2015 | ドメニコ・ベラルディ         | サッスオーロ                 |